# فؤاد نصار
فؤاد نَصّار (۲۸ نوامبر ۱۹۱۴ – ۳۰ سپتامبر ۱۹۷۷) سیاستمدار کمونیست فلسطینی بود. او دبیر اول حزب کمونیست اردن از سال ۱۹۵۱ تا ۱۹۷۶، و یکی از برجسته‌ترین کمونیست‌های فلسطینی بود. فؤاد نصار فعالیت ملی‌گرایانه خود را از پانزده سالگی آغاز کرد و در تظاهراتی که در شهرهای فلسطین پس از قیام براق در اوت ۱۹۲۹ در پی اعدام سه فعال، محمد جمجوم، عطاء الزیر و فؤاد حسن حجازی توسط مقامات بریتانیایی در ۱۷ ژوئن ۱۹۳۰ برگزار شد، شرکت کرد. وقتی انقلاب ۱۹۳۶–۱۹۳۹ آغاز شد، فؤاد نصار به صفوف آن پیوست و در همان سال اول به اتهام تشکیل یک سازمان مخفی مخالف با قیمومیت بریتانیا دستگیر شد. فؤاد نصار یکی از برجسته‌ترین بنیانگذاران جنبش کمونیستی عرب در فلسطین و اردن محسوب می‌شود که ۴۸ سال فعالیت داشت. او از سنین پایین وارد مبارزات ملی شد و در رویدادهای انقلاب بزرگ فلسطین فعالانه شرکت داشت. او به اهمیت فرهنگ و فعالیت فکری پی برده بود و تعداد زیادی مقاله در روزنامهٔ «الاتحاد» و مجلهٔ «الغد» قبل از نکبت، و بعدها در نشریات حزب کمونیست اردن، مانند «المقاومة الشعبیة»، «الجماهیر» و «الحقیقه»، از خود به جا گذاشته است. او مدافع وحدت ملی و تقویت روابط برادرانه بین مردم فلسطین و اردن بود.

## زندگی و پیشه
فؤاد نصّار در روستای بلودان، سنجق دمشق، ولایت سوریه، امپراتوری عثمانی، از والدینی فلسطینی که برای کار در آموزش و پرورش از ناصره آمده بودند، متولد شد. پدرش نعمت نام داشت و برادرش کشیش سمعان بود.در سال ۱۹۲۰ به همراه خانواده‌اش به ناصره، زادگاه والدینش، بازگشت و وارد مدرسهٔ ابتدایی شد. اما پس از پایان کلاس چهارم دبستان، آن را رها کرد. او مجبور شد برای کمک به مخارج خانواده‌اش در کنار مادرش که معلم بود، به عنوان کفاش کار کند.
او از زمان انقلاب براق (اوت ۱۹۲۹) در کارهای ملی شرکت داشت و در تظاهراتی که در آن سال رخ داد، مشارکت داشت. وقتی انقلاب ۱۹۳۶–۱۹۳۹ آغاز شد، فؤاد نصار به صفوف آن پیوست و در همان سال اول به اتهام تشکیل یک سازمان مخفی مخالف با قیمومیت بریتانیا دستگیر شد. اگرچه دادگاه اداری او را به یک سال زندان و یک سال تبعید محکوم کرد، اما دولت قیمومیت او را به همراه برخی از زندانیان سیاسی آزاد کرد و در شهر الخلیل در حصر خانگی قرار داد. اما او به دلیل ادامهٔ فعالیت‌های سیاسی به روستای یطه تبعید کردند و دادگاه به سرعت او را به یک سال دیگر زندان محکوم کرد. در زندان عکا، او در اواخر سال ۱۹۳۷ با برخی از کمونیست‌های فلسطینی آشنا شد و همراهی او با حزب کمونیست فلسطین پس از آشنایی با «مبانی و مسائل مبارزهٔ طبقاتی و آرمان ملی» به قول خودش، آغاز شد.
وقتی از زندان آزاد شد، مقامات قیمومیت او را در ناصره در حصر خانگی قرار دادند. اما او به الخلیل گریخت و دوباره به انقلابیون پیوست. فرماندهی کل انقلاب او را در پایان سال ۱۹۳۸ به لبنان فراخواند. در اوایل سال ۱۹۳۹، او به عنوان رهبر انقلاب مسلحانه در منطقهٔ اورشلیم و الخلیل به فلسطین بازگشت و جانشین عبدالقادر الحسینی شد که در یکی از نبردها زخمی شده بود. فؤاد نصار تا پایان انقلاب مسلحانه در اواخر سال ۱۹۳۹ در این سمت باقی ماند. در این مدت، او نبردهایی با نیروهای بریتانیایی انجام داد، از جمله نبردهای کسلا، عرطوف، ام الروس و مار الیاس. در این حین، شجاعت او آشکار شد و از همین‌جا محبوبیت یافت و با وجود اینکه فرزندی نداشت، لقب و کُنیهٔ «ابوخالد» را تا روز مرگش همراه خود داشت. او در اکتبر ۱۹۳۹ از ناحیه دست و شانهٔ راست به شدت مجروح شد.
وقتی انقلاب مسلحانه پایان یافت، او فلسطین را به مقصد عراق ترک کرد و در اول ژانویه ۱۹۴۰ - پیاده - به بغداد رسید. او وارد دانشکدهٔ نظامی شد و چند ماه بعد از آن فارغ‌التحصیل شد. فؤاد نصار و دیگر انقلابیون فلسطینی که به عراق پناهنده شده بودند، در کودتای رشید عالی الکیلانی در مارس ۱۹۴۱ شرکت کردند. پس از شکست آن، او و رفقایش به ایران عقب‌نشینی کردند. اما پس از آنکه مقامات ایرانی از دادن اجازهٔ اقامت به آنها خودداری کردند، به عراق بازگشتند، مقامات عراقی آنها را به کردستان منتقل کردند. آن‌ها فؤاد نصار را در تابستان ۱۹۴۱ به مدت چند ماه دستگیر کردند.
در اواخر سال ۱۹۴۲، دولت قیمومیت در فلسطین برای کسانی که در انقلاب شرکت کرده بودند، عفو عمومی صادر کرد و فؤاد نصار در ۱ ژانویه ۱۹۴۳ به کشورش بازگشت. با این حال، مقامات قیمومیت او را در ناصره در حصر خانگی قرار دادند. در سپتامبر ۱۹۴۳، کمونیست‌های عرب فلسطینی حزب کمونیست فلسطین را ترک کردند و سازمان خود را تشکیل دادند: اتحادیهٔ آزادی‌بخش ملی. فؤاد نصار به عنوان عضو کمیتهٔ مرکزی اتحادیهٔ نوپا انتخاب شد و سپس در فوریه ۱۹۴۸ پس از یک کنفرانس عمومی که در ناصره برگزار شد، به عنوان دبیرکل آن انتخاب شد.
وقتی کنگرهٔ کارگران عرب در فلسطین تأسیس شد، فؤاد نصار به عنوان دبیرکل کنگره انتخاب شد. او همچنین در طول سال‌های ۱۹۴۶ و ۱۹۴۷ مسئولیت سردبیری روزنامهٔ کنگره و اتحادیه را بر عهده گرفت. پس از نکبت ۱۹۴۸، اتحادیه از هم پاشید و فؤاد نصار و برخی از رفقایش در کرانهٔ باختری مستقر شدند. سپس رهبری اتحادیه تصمیم به تشکیل حزب کمونیست اردن گرفت و فؤاد نصار دبیر اول آن شد و تا زمان مرگش در این سمت باقی ماند.
پس از تأسیس دولت اسرائیل در ماه مهٔ ۱۹۴۸ و تجزیهٔ موجودیت فلسطین، فؤاد نصار در منطقه‌ای که بعدها کرانهٔ باختری رود اردن نامیده شد، ساکن شد که این منطقه به پادشاهی اردن هاشمی ضمیمه شد. او به مبارزه خود برای ایجاد یک کشور مستقل فلسطینی مطابق با قطعنامه ۱۸۱ تقسیم و تضمین بازگشت پناهندگان فلسطینی که طبق قطعنامه ۱۹۴ سازمان ملل مجبور به ترک وطن خود شده بودند، ادامه داد. این امر منجر به آزار و اذیت او شد و او را مجبور کرد در خانه‌ای مخفی در شهر بیرزیت پنهان شود.
در ۲ ژانویه ۱۹۵۲، مقامات امنیتی اردن، فؤاد نصار را به اتهام «تبلیغ برای اصول کمونیستی ممنوعه» دستگیر و به دادگاه جنایی عمان ارجاع دادند. پس از محاکمه، او در ۲۰ فوریه ۱۹۵۲ به ده سال کار اجباری محکوم شد. پس از درخواست تجدیدنظر وکلای او، دادگاه در ۳۱ مه حکم او را به شش سال حبس در زندان صحرایی الجفر کاهش داد. وقتی آزاد شد، در آوریل ۱۹۵۷، اردن را به مقصد سوریه ترک کرد و تا اواخر ۱۹۵۸ در دمشق ماند و سپس به بغداد رفت. با این حال، او در اواخر سال ۱۹۵۹ آنجا را به مقصد آلمان شرقی ترک کرد و تا سپتامبر ۱۹۶۷ که به امّان بازگشت، در آنجا ماند.در آوریل ۱۹۷۰، دومین کنفرانس مشورتی حزب کمونیست اردن برگزار شد که در آن کمیته مرکزی مجدداً انتخاب شد و این کمیته نیز به نوبه خود فؤاد نصار را به عنوان دبیرکل حزب مجدداً انتخاب کرد.
در بهار ۱۹۷۱، فؤاد نصار به عضویت مجلس ملی فلسطین انتخاب شد. هیئت رئیسه شورای عالی اتحاد شوروی همچنین به مناسبت شصتمین سالگرد تولدش در نوامبر ۱۹۷۴، نشان دوستی خلق‌ها را به او اعطا کرد. حزب کمونیست بلغارستان و دولت بلغارستان پیش از این نشان دیمیتروف را به او اعطا کرده بودند.
نصار بر اثر سرطان کبد در ۳۰ سپتامبر ۱۹۷۷ در امّان، اردن درگذشت.پس از تشییع جنازه بزرگش، به خاک سپرده شد.

## زندگی شخصی
از سال ۱۹۶۰، در جمهوری دموکراتیک آلمان اقامت گزید. نصار در سفری به صوفیه با زن جوان بلغاری که بعدها به «لیلا» معروف شد، آشنا شد و در مراسمی ساده و با حضور تعدادی از دوستانش با او ازدواج کرد.

## آثار
فؤاد نصار فعالیت فکری گسترده‌ای داشت.. از برجسته‌ترین آثار او:
- القضية الفلسطينية وموقف الزمرة المنشقة منها
- المهمات المطروحة أمام الحزب الشيوعي في الظرف الراهن